# Stomil Olsztyn (piłka nożna)
Stomil Olsztyn – polski klub piłkarski z siedzibą w Olsztynie, założony 15 lipca 1945.
Najbardziej utytułowany piłkarski klub na Warmii, w latach 1994–2002 wystąpił w ośmiu sezonach w ekstraklasie oraz dwukrotnie awansował do ćwierćfinału Pucharu Polski. Mistrz Polski juniorów U-19 w roku 1974, drugi Wicemistrz Polski U-17 w roku 2003. W 2016 roku kobieca sekcja piłki nożnej zdobyła mistrzostwo Polski w futsalu kobiet U-16, sukces ten powtórzyła w 2022 drużyna U-17. W sezonie 2011/2012 Stomil uzyskał awans do I ligi z drugiego miejsca, zdobywając 55 punktów. W 2022 po 10 latach występów na zapleczu ekstraklasy zespół spadł do II ligi, a po kolejnych dwóch sezonach do III ligi. W sezonie 2025/2026 Stomil występuje w Superscore IV Lidze warmińsko-mazurskiej.

## Historia

### Początki klubu
15 lipca 1945 r. na (dzisiejszym) stadionie Gwardii odbył się pierwszy po wojnie mecz piłkarski w Olsztynie, jedną drużynę stanowili kolejarze, drugą pracownicy spółdzielni spożywców Społem. Mecz ten dał początek dwóm pierwszym w mieście organizacjom sportowym: Kolejowemu Klubowi Sportowemu (dzisiaj Warmia) i Olsztyńskiemu Klubowi Sportowemu (obecnie OKS Stomil Olsztyn). Początek klubowi dała więc piłka nożna. Do czasu przyjęcia patronatu nad klubem przez Olsztyńskie Zakłady Opon Samochodowych, piłkarze nie przekraczali progów lig regionalnych. Pierwsze 15 sezonów spędzili w Klasie okręgowej, najczęściej zajmując w tabeli miejsca 2–4. Po raz pierwszy goryczy spadku zaznali w 1959 roku, kiedy na skutek zajęcia 10. pozycji w końcowej tabeli rozgrywek, klub został zdegradowany do A Klasy. Na szczebel klasy okręgowej województwa olsztyńskiego zespół powrócił w 1961 roku. W kolejnych rozgrywkach powtórzyła się sytuacja z 1959 roku – 10. miejsce i spadek do niższej klasy. Rok później klub ponownie awansował do okręgówki, lecz w 1964 roku trzeci raz z kolei nie poradził sobie w szeregach pozostałych zespołów. Kolejna przygoda z A Klasą zakończyła się tak, jak poprzednia – wywalczeniem awansu do ligi okręgowej. Tym razem piłkarze z Olsztyna zagościli w niej na dwa sezony. W 1966 roku zajęli 5. pozycję w tabeli końcowej, natomiast rok później uplasowali się na 12. miejscu i spadli ponownie do A Klasy. Sezon 1967/68 był, jak dotąd ostatnim sezonem, w którym klub gościł w A Klasie. Po czwartym już awansie do ligi okręgowej, piłkarze OKS-u zajęli w niej trzecią pozycję. W 1970 roku świętowali natomiast pierwszy, historyczny awans do III ligi, nazywanej wówczas ligą międzyokręgową. Po jednorocznej przygodzie na szczeblu centralnym, zespół został zdegradowany do klasy okręgowej. W sezonie 1971/72 ponownie zwyciężył klasę okręgową, by dzięki temu powrócić do III ligi.

### Lata 1973–1988
Mimo iż początek klubowi dała piłka nożna, piłkarze przez długi czas nie potrafili się przebić do rozgrywek centralnych. Przełomowym momentem dla rozwoju futbolu w Olsztynie była budowa Olsztyńskich Zakładów Opon Samochodowych. Wówczas coraz więcej mówiło się o powstaniu w Olsztynie zespołu piłkarskiego, mającego walczyć o najwyższe trofea w Polsce. Osobą o największych zasługach w tychże staraniach był Władysław Leonhard, dyrektor OZOS. Jego starania wspierał m.in. Józef Buziński, ówczesny I sekretarz KW PZPR. Od strony sportowej podwaliny pod piłkarską drużynę kładli zawodnicy trenowani przez Andrzeja Cehelika, Leona Wolnego i Henryka Szczepańskiego. Brak funduszy sprawił, iż na początku lat 70. XX wieku stawiano przede wszystkim na zdolnych piłkarzy wywodzących się z regionu. Drużynę złożoną z miejscowych zawodników uzupełniono czterema piłkarzami Odry Opole, mającymi I-ligowe doświadczenie. Wiosną 1973 roku klub po raz pierwszy w historii zapewnił sobie awans do II ligi. Ówczesna przygoda z II ligą trwała dwa sezony. W pierwszym piłkarze zdołali zająć 12 miejsce, ostatnie zapewniające utrzymanie się w tejże klasie rozgrywkowej. Ową pozycję klub zajął jedynie dzięki lepszemu bilansowi bramkowemu, gdyż trzynasta w tabeli Warta Poznań zdobyła tyle samo punktów, co zespół z Olsztyna (taki sam dorobek punktowy miały również drużyny z miejsc 9.–12.). W drugim sezonie piłkarze z Warmii i Mazur, pomimo iż wyszli zwycięsko ze spotkań z czołowymi klubami (m.in. z Widzewem Łódź i Motorem Lublin), uplasowali się na 15. pozycji i tym samym zostali zdegradowani do niższej klasy rozgrywkowej.
| Skład w sezonie 1973/74Rudolf Berger, Janusz Mochola, Mirosław Tryba, Zbigniew Sosnowski, Zbigniew Kubelski, Jerzy Sosnowski, Józef Przybysz, Bogdan Bujkiewicz, Bogusław Błachowski, Janusz Kupcewicz, Jerzy Lankowski, Wacław Pietrusiński, Tadeusz Misisak, Andrzej Latawiec, Jan Perlejewski, Jerzy Osowski, Stanisław Kurek, Marek Szczech |

Przez następne lata Stomil ponownie próbował swych sił w lidze regionalnej. Począwszy od sezonu 1976/1977 klub występował w III lidze. Wiosną 1977 roku nadarzyła się pierwsza okazja do powrotu do II ligi, wówczas jednak niewykorzystana (klub zajął 3. miejsce za stołecznymi Polonią i Hutnikiem). W kolejnych dwóch sezonach olsztyńska drużyna była jeszcze bliżej powrotu na zaplecze ekstraklasy. Zarówno w rozgrywkach zakończonych w 1978, jak i w 1979 roku zespół zajął 2. miejsce, w pierwszym przypadku ze stratą dwóch punktów do warszawskiego Ursusa, w drugim tuż za Polonią Warszawa (Olsztynianie mieli wówczas gorszy bilans bramkowy od piłkarzy ze stolicy).
Kolejne siedem lat to, z wyjątkiem sezonów 1981/1982 i 1983/1984 (Stomil zajął wówczas odpowiednio 11. i 8. pozycję i był bliski degradacji z III ligi), miejsca w środkowej części tabeli. Mimo iż klub nie zajmował miejsc wyższych niż czwarte, to kibice zwykle nie narzekali na grę swych pupili, gdyż zespół był w stanie urywać punkty faworytom, późniejszym zwycięzcom rozgrywek.
Przełomem okazał się sezon 1986/1987 kiedy to drużyna uplasowała się na 2. miejscu w tabeli, ustępując Gwardii Szczytno. Rok później piłkarze świętowali awans do II ligi. Klub okazał się wówczas zwycięzcą rozgrywek, wyprzedzając w tabeli m.in. rezerwy warszawskiej Legii czy zespół Hutnika Warszawa.

### Lata 1988–1994
Druga przygoda z zapleczem ekstraklasy trwała krócej niż pierwsza. Po roku obecności w II lidze klub powrócił na lokalne podwórko, pomimo iż wyszedł zwycięsko m.in. z meczu w Olsztynie z późniejszym zwycięzcą rozgrywek Zagłębiem Sosnowiec. Do miejsca gwarantującego pozostanie w II lidze olsztyńskim piłkarzom zabrakło czterech punktów. Po powrocie do III ligi klub zajął 5. pozycję w rozgrywkach. Rok później ustąpił w tabeli tylko stołecznej Polonii i dzięki temu, że druga pozycja również gwarantowała awans do II ligi, powrócił na zaplecze ekstraklasy.
Sezon 1991/1992 Stomil zakończył na 12. miejscu. Po raz kolejny piłkarze musieli walczyć do ostatniej kolejki o utrzymanie się w II-ligowych rozgrywkach. Rok później klub zajął zdecydowanie wyższą pozycję w tabeli. Po rozgromieniu m.in. późniejszego beniaminka ekstraklasy Polonii Warszawa (4:0) czy Korony Kielce (6:0) i Avii Świdnik (5:0) drużyna uplasowała się na 5. miejscu. Historycznym sezonem okazały się jednak rozgrywki z lat 1993/1994, kiedy to zespół pod wodzą trenerów Bogusława Kaczmarka i Józefa Łobockiego wywalczył historyczny awans do ekstraklasy, wyprzedzając w tabeli m.in. odwiecznego rywala Petrochemię Płock oraz takie zespoły jak Motor Lublin, Jagiellonia Białystok czy GKS Bełchatów. Za sukces, będący do tej pory największym osiągnięciem piłkarzy z Warmii i Mazur zawodnicy otrzymali w ramach nagrody Fiaty 126p, które po ostatnim zwycięskim spotkaniu w sezonie wjechały na murawę stadionu przy al. Piłsudskiego.
| Skład w sezonie 1993/94Jarosław Talik, Paweł Charbicki, Andrzej Jankowski, Bogusław Oblewski, Tomasz Sokołowski, Andrzej Biedrzycki, Waldemar Ząbecki, Paweł Róg, Cezary Baca, Sylwester Czereszewski, Bartosz Jurkowski, Piotr Zajączkowski, Bogdan Michalewski, Sławomir Opaliński, Dariusz Jackiewicz, Czesław Żukowski, Andrzej Jasiński, Janusz Prucheński |

### Lata 1994–2002 (Ekstraklasa)

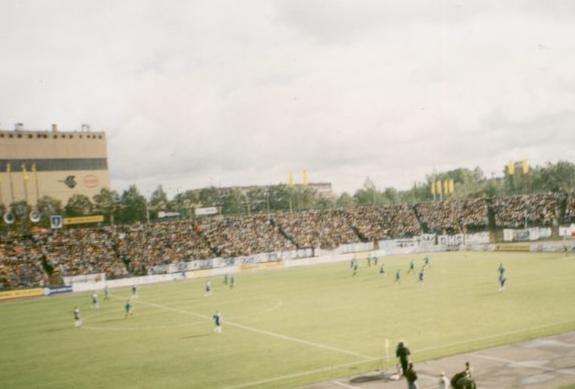
Stomil Olsztyn – Legia Warszawa (sezon 95/96)

Pierwszy sezon gry w ekstraklasie Stomil zakończył na 14. pozycji, ostatniej dającej utrzymanie. W tabeli piłkarze z Olsztyna wyprzedzili Petrochemię Płock tylko dzięki mniejszej liczbie straconych bramek. Trzon zespołu stanowili wówczas głównie piłkarze, którzy rok wcześniej wywalczyli awans. Pierwszą bramkę w ekstraklasie dla olsztyńskiego zespołu zdobył Andrzej Jasiński. Było to 30 lipca 1994 r. w meczu z Zagłębiem Lubin, który zakończył się remisem 2:2. Spotkanie to zapisało się w historii, jako pierwsze rozegrane przez Stomil w najwyższej klasie rozgrywkowej w Polsce. W sezonie tym rozegrano również pamiętny dla wielu olsztyńskich kibiców mecz z Legią Warszawa, który zakończył się podziałem punktów. Wynik 3:3 był wówczas, jak głosiły tytuły lokalnych gazet wielkim sukcesem beniaminka z Olsztyna. Mimo że zespół prowadzony wówczas przez Bogusława Kaczmarka przegrywał na 20 minut przed zakończeniem meczu 1:3, zdołał strzelić dwie bramki i uratować jeden punkt. W rewanżowym meczu w Warszawie piłkarze Stomilu okazali się tylko o jedną bramkę gorsi i ulegli piłkarzom ówczesnego mistrza kraju 2:3. W owym sezonie do kart historii zapisała się również najwyższa w historii występów Stomilu w ekstraklasie porażka z Ruchem w Chorzowie 0:7. W tym czasie zawodnicy Stomilu Sylwester Czereszewski i Tomasz Sokołowski zostali pierwszymi w historii graczami Stomilu którzy występowali w reprezentacji Polski. Właśnie ci dwaj zawodnicy w 1994 roku zadebiutowali w kadrze narodowej. Ten pierwszy zawodnik w meczu towarzyskim przeciwko Litwie 15 marca 1995 roku strzelił gola, zapisując się także do historii Stomilu, jako pierwszy jego zawodnik, który strzelił gola w meczu reprezentacji Polski.
Drugi sezon występów olsztyńskiego klubu w ekstraklasie zakończył się największym sukcesem seniorskiej piłki na Warmii i Mazurach. Stomil zajął wówczas 6 pozycję w tabeli. Nigdy więcej nie udało się olsztyńskim piłkarzom powtórzyć takiego wyczynu. Wynik ten możliwy był głównie dzięki dyspozycji takich piłkarzy jak Sylwester Czereszewski, strzelec siedmiu bramek w sezonie, rok wcześniej uznany przez czytelników Piłki Nożnej Odkryciem Roku czy Tomasz Sokołowski, po którego w połowie sezonu sięgnęła drużyna stołecznej Legii. Podobnie jak w poprzednim sezonie na olsztyńskim stadionie utrzymywała się dość wysoka, jak na rozgrywki polskiej ekstraklasy frekwencja. Często nie spadała ona poniżej 10 tysięcy widzów na mecz, a spotkanie z Legią w październiku 1995 roku obejrzało na stadionie przy al. Piłsudskiego 16 tysięcy kibiców. Wyższą frekwencję zanotowano tam tylko w 1989 roku podczas finału Pucharu Polski.

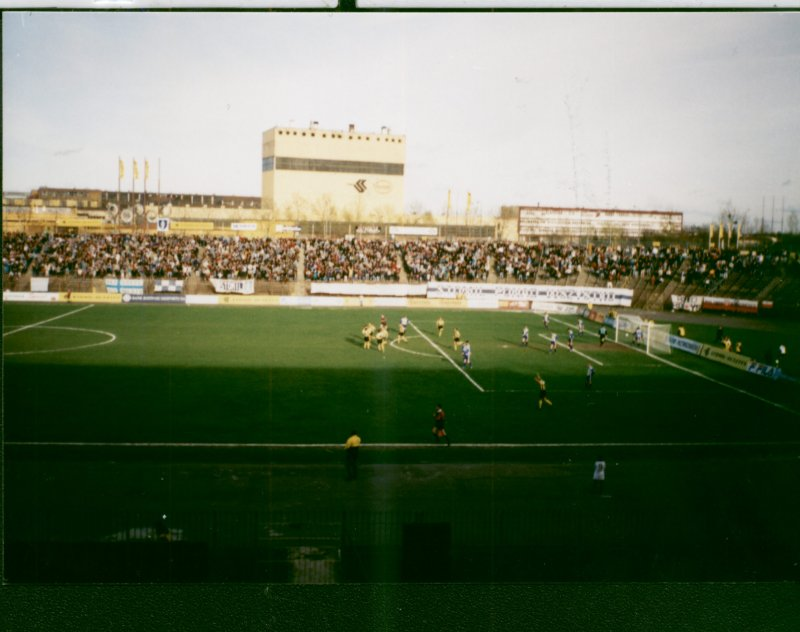
Stomil Olsztyn – Górnik Zabrze (sezon 96/97)

W kolejnym sezonie piłkarze nie powtórzyli już wyniku sprzed roku. Po rozegraniu 34 spotkań zespół uplasował się na 9. pozycji. W sezonie tym Stomil uzyskał najwięcej bramek w historii występów w ekstraklasie. 45 zdobytych goli to w głównej mierze zasługa Arkadiusz Klimka (7 bramek) oraz Daniela Dylusia i Jacka Płuciennika (po 6 bramek). Po rundzie jesiennej, w której przez ponad miesiąc szkoleniowcem klubu był jego były piłkarz Bogusław Oblewski, barwy klubowe zmienił najskuteczniejszy w trakcie występów olsztyńskiego klubu w ekstraklasie Sylwester Czereszewski. Szeregi zespołu ze stadionu przy al. Piłsudskiego zasili natomiast dwaj piłkarze, którzy w kolejnych sezonach stanowili trzon ekipy: Krzysztof Kowalczyk i Marek Kwiatkowski. Najwięcej kibiców przyciągnął wówczas mecz z aktualnym wtedy mistrzem Polski Widzewem Łódź, który olsztyński zespół wygrał 1:0. Trzeci sezon w ekstraklasie Stomil zakończył w Krakowie, przegrywając z miejscową Wisłą 2:5.
Sezon 1997/98 olsztyńscy piłkarze rozpoczęli od zwycięstwa nad wielokrotnym mistrzem Polski, chorzowskim Ruchem. W meczu tym w jedenastce Stomilu zadebiutował Marcin Szulik, który jako jeden z pięciu piłkarzy wystąpił w barwach OKS-u w ekstraklasie ponad 100 razy. Najwięcej razy do bramki przeciwnika w owych rozgrywkach trafił Marek Kwiatkowski. Zdobywając 8 goli otworzył swój dorobek bramkowy w olsztyńskim klubie, dzięki któremu znajduje się na trzeciej pozycji wśród najlepszych strzelców w historii występów drużyny w ekstraklasie. Po raz kolejny najwięcej widzów przyciągnęły spotkania z Legią i Widzewem (odpowiednio po 12 i 11 tysięcy kibiców). W obu tych spotkaniach kibice Stomilu nie mogli cieszyć się ze zwycięstwa. Łódzki klub pokonał OKS 1:0, natomiast w meczu z piłkarzami ze stolicy padł remis 1:1. Ostatecznie klub zajął w końcowej tabeli 11. miejsce.
W kolejnych rozgrywkach Stomil powtórzył swój wynik sprzed roku. Sztuka ta udała się głównie dzięki sprowadzeniu do Olsztyna dwóch Litwinów: Aidasa Preiksaitisa i Tomasa Ramelisa. W trakcie trwania rozgrywek uzyskali dla olsztyńskiej drużyny 9 bramek (pięć Ramelisa oraz cztery Preiksaitisa). Ich trafienia przesądziły o zwycięstwie 2:1 nad późniejszym wicemistrzem kraju Widzewem Łódź na dwa tygodnie przed zakończeniem sezonu. Natomiast dzięki bramce najskuteczniejszego w poprzednim sezonie piłkarza Stomilu Marka Kwiatkowskiego zespół zwyciężył w czwartej kolejce rozgrywek aktualnego wówczas mistrza Polski ŁKS Łódź. Sezon 1998/99 był pierwszym w historii występów Stomilu w ekstraklasie, kiedy frekwencja na żadnym z rozegranych w Olsztynie meczów nie przekroczyła 10 tysięcy widzów. Natomiast po raz drugi w historii startów klubu w najwyższej klasie rozgrywkowej w Polsce, spotkanie rozgrywane przez olsztyńską jedenastkę na wyjeździe przyciągnęło na stadion ponad 10 tysięcy kibiców (pierwsza taka sytuacja miała miejsce w 1995 roku w Płocku, kiedy to na stadionie Petrochemii zgromadziło się 14 tysięcy fanów piłki nożnej). Do wydarzenia tego doszło w kwietniu 1999 w Łodzi, gdzie mecz Stomilu z ŁKS-em obejrzało prawie 11 tysięcy widzów.
W sezonie 1999/00 mimo tej samej liczby zdobytych punktów oraz mniejszej liczbie zwycięstw niż w poprzednich rozgrywkach klub uplasował się na ósmej pozycji w końcowej tabeli. O sile olsztyńskiego zespołu stanowili wówczas tacy piłkarze Cezary Kucharski, Bartosz Jurkowski, Paweł Holc czy Maciej Bykowski. Dostępu do bramki Stomilu bronił natomiast Zbigniew Małkowski, sprzedany później do holenderskiego Feyenoordu Rotterdam. Najwięcej widzów na stadionie OSiR-u zgromadziło spotkanie z aktualnym wtedy mistrzem Polski Wisłą Kraków. Mecz ten obejrzało 10 tysięcy piłkarskich fanów. Najwięcej radości kibicom sprawiły natomiast mecze z Widzewem oraz Legią. W obu spotkaniach z łódzkim klubem padł remis 2:2 a strzelcem wszystkich czterech bramek dla Stomilu był Cezary Kucharski. Natomiast historycznym meczem okazało się spotkaniem ze stołecznym zespołem. W maju 2000 roku Stomil po raz pierwszy w rozgrywkach ligowych pokonał ekipę Legii. Zwycięską bramkę zdobył Piotr Matys, a biało-niebiescy wygrali 1:0.

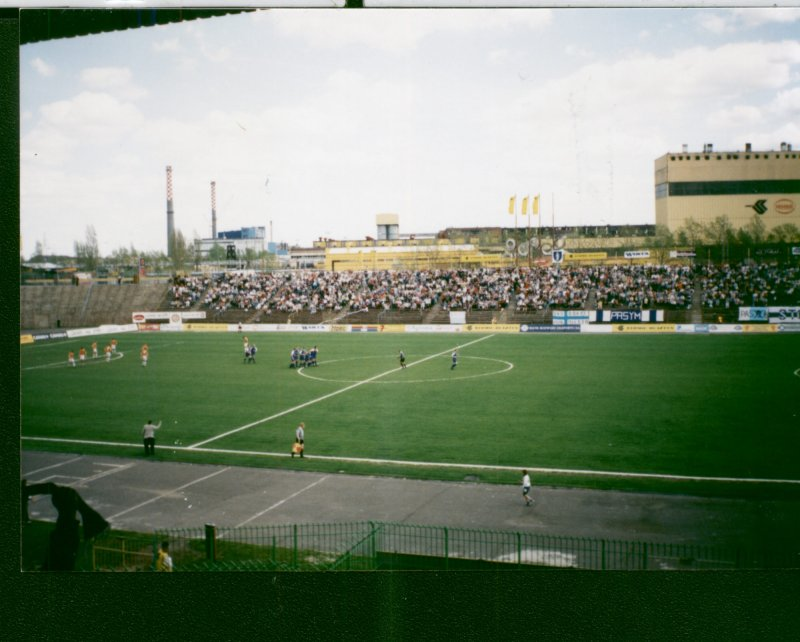
Stomil Olsztyn – Hutnik Kraków (sezon 96/97)

Kolejny sezon to początek końca Dumy Warmii. W związku z zajęciem 14. miejsca w końcowej tabeli Stomil zmuszony był do rozegrania barażowego dwumeczu z czołowym zespołem drugiej ligi, w którym zmierzył się z Górnikiem Polkowice. Drużyna z dolnośląskiego miasta dwukrotnie zdołała bezbramkowo zremisować z olsztyńskim klubem. W rewanżowym meczu rozgrywanym w Olsztynie doszło więc do konkursu rzutów karnych. Jedenastki lepiej wykonywali gospodarze, dzięki czemu udało się im utrzymać w lidze. W trakcie rozgrywek piłkarze olsztyńskiego klubu szesnastokrotnie schodzili z boiska pokonani. Goryczy porażki doznali także w rozgrywkach Pucharu Polski, gdzie ulegli Hetmanowi Zamość 1:5 i 0:3. Po raz kolejny najwięcej kibiców zgromadziło się na stadionie w czasie spotkania z Wisłą Kraków – 7 tysięcy.
Sezon 2001/2002 był ostatnim, w którym olsztyński klub gościł w ekstraklasie. Po reorganizacji rozgrywek Stomil znalazł się w grupie B wśród drużyn ówczesnego wicemistrza Polski, szczecińskiej Pogoni oraz warszawskiej Legii mogącej pochwalić się 3 miejscem wywalczonym rok wcześniej. Po 14 spotkaniach rundy jesiennej (m.in. 1:6 z Legią u siebie) i tylko dwóch zwycięstwach w jej trakcie, Stomil uplasował się na ostatniej, 8. pozycji, co skazywało klub na grę w grupie spadkowej na wiosnę 2002 roku. W tejże grupie zespół odniósł również dwa zwycięstwa, na skutek czego ponownie zajął ostatnią pozycję w tabeli i co za tym idzie został zdegradowany do II ligi. Spadek do II ligi został przypieczętowany 27 kwietnia w przegranym 1:2 meczu z Dyskobolią Grodzisk Wielkopolski na własnym stadionie. Był to także ostatni mecz Stomilu w I lidze przed własną publicznością. Ostatnie pięć meczów to porażki olsztyńskich piłkarzy, w których honorowe trafienia zwykle uzyskiwał Maciej Terlecki. Ostatnią bramkę dla Stomilu w ekstraklasie zdobył Grzegorz Lech 5 maja w ostatnim w historii występów w ekstraklasie meczu z Widzewem Łódź na wyjeździe. Olsztynianie przegrali 1:4.
W ciągu 8 lat pobytu w najwyższej klasie rozgrywkowej Stomil Olsztyn rozegrał łącznie w ekstraklasie 254 mecze odnosząc 76 zwycięstw (w tym aż 69 za 3 punkty), 75 remisów i 103 porażki. Klub zdobył w rozgrywkach ekstraklasy w swojej historii 296 punktów. Bilans bramkowy to 255:339 (-84).

### Lata 2002–2011
Olsztyński klub sezon 2002/03 rozpoczął występami w II lidze. Zakończył je na ostatnim, 18 miejscu, co przypieczętowało upadek klubu. Klub doznawał dotkliwych porażek, m.in. z Łódzkim KS-em (1:6), Piotrcovią Piotrków Trybunalski (1:7) czy GKS-em Bełchatów (0:6). Dwa z końcowych meczów wyjazdowych klub oddał walkowerem.
W sezonie 2003/04 klub nie wystartował w żadnych rozgrywkach. W IV lidze występował wówczas zespół o nazwie Warmia i Mazury Olsztyn, który po awansie do III ligi, przemianowany został na OKS 1945 Olsztyn. Drużyna kontynuująca tradycje Stomilu nie zdołała się jednak utrzymać na trzecioligowym szczeblu. W związku z tym w sezonie 2005/2006 olsztyńscy piłkarze biegali po czwartoligowych boiskach. W końcowej tabeli uplasowali się na 3 pozycji.
W sierpniu 2006 zespół z Olsztyna po raz drugi z rzędu przystąpił do IV-ligowych rozgrywek. Przed startem sezonu działacze sformułowali jednoznaczne cele, z których wyraźnie wynikało, iż tym razem wymagają od trenera Andrzeja Nakielskiego wywalczenia awansu do III ligi. Po zakończeniu rundy jesiennej drużyna uplasowała się na pozycji lidera, tuż przed Jeziorakiem Iława, który okazał się najgroźniejszym rywalem w walce o awans. Dzięki wyjazdowemu zwycięstwu nad Romintą Gołdap w 28. kolejce rozgrywek oraz ostatecznej weryfikacji wyniku meczu Jezioraka z Płomieniem Ełk z 12. kolejki spotkań, jako walkowera dla zespołu z Ełku, olsztyńska drużyna na dwie kolejki przed końcem rozgrywek zapewniła sobie awans do III ligi.
Do sezonu 2007/08 drużyna OKS-u przystąpiła więc w roli beniaminka rozgrywek III ligi. Nadspodziewanie okazała się rewelacją rozgrywek, nie przegrywając pierwszych jedenastu spotkań i ostatecznie kończąc rundę jesienną na pozycji wicelidera, ustępując tylko drużynie Ruchu Wysokie Mazowieckie. W rundzie rewanżowej olsztynianie po serii remisów z niżej klasyfikowanymi zespołami stracili szanse na awans do nowej I ligi. W związku z reorganizacją rozgrywek piąte miejsce w tabeli dało zespołowi awans do nowo utworzonej II ligi.
II-ligowe rozgrywki w sezonie 2008/09 piłkarze OKS-u rozpoczęli od porażki z zespołem Jezioraka Iława 0:1. Pierwsze punkty olsztynianie zdobyli w czwartej kolejce spotkań, remisując na własnym boisku z Przebojem Wolbrom 3:3. W kolejnym spotkaniu drużyna z Olsztyna odniosła swoje pierwsze zwycięstwo w rozgrywkach, pokonując na wyjeździe zespół Nidy Pińczów 2:1. Po wynikach, które nie zadowalały zarządu klubu (m.in. porażka 1:5 z Ruchem Wysokie Mazowieckie), z funkcji trenera OKS-u zrezygnował po zwycięskim meczu z liderem II ligi KSZO Ostrowiec Św. Andrzej Nakielski. 10 października 2008 roku nowym trenerem wybrano Jerzego Budziłka. Po zakończeniu rundy jesiennej podjęto jednak decyzję, iż klub rozpocznie poszukiwania nowego szkoleniowca. Po przeanalizowaniu kilku kandydatur 1 grudnia stanowisko szkoleniowca powierzono Ryszardowi Łukasikowi, który poprowadził zespół w pierwszych siedmiu spotkaniach rozegranych na wiosnę. Po porażce z Górnikiem Wieliczka rozwiązano kontrakt z Łukasikiem. Obowiązki trenera powierzono Litwinowi Donatasowi Vencevičiusowi. Po spotkaniu z Kolejarzem Stróże Vencevičius powrócił jednak do swojej ojczyzny, a szkoleniowcem OKS został ponownie Jerzy Budziłek. Z ostatnich siedmiu spotkań w sezonie pod jego wodzą, olsztynianie wygrali pięć pojedynków, odnosząc m.in. rekordowe zwycięstwo 10:0 nad ŁKS Łomża. Ostatecznie strata zespołu do trzeciego Startu Otwock, który zagrał w barażach o awans do I ligi wyniosła jeden punkt.
Po zakończeniu rozgrywek zespół opuścili zawodnicy, którzy wiosną 2009 stanowili o sile zespołu. Z drużyny odeszli głównie ci piłkarze, którzy w przerwie zimowej sezonu 2008/09 powrócili po kilku latach do Olsztyna. W związku z tym na kolejny sezon wyznaczono inne cele niż poprzednio. Zespół miał się skupić na utrzymaniu w II lidze. Po rundzie jesiennej olsztynianie plasowali się w środku tabeli. W międzyczasie doszło do poważnych roszad w klubie. Z funkcji prezesa najpierw zrezygnował Grzegorz Koprucki, a następnie podobnie postąpił pełniący obowiązki prezesa Mieczysław Angielczyk. Rozwiązany został także zarząd klubu. W związku z tym prezydent Olsztyna, Piotr Grzymowicz wprowadził do klubu kuratora, którym został Marek Szter. Na początku stycznia 2010 na stanowisko trenera powołano Zbigniewa Kieżuna. Pod jego opieką zespół zadebiutował w lidze 20 marca, przegrywając w Olsztynie z Pelikanem Łowicz 0:1. Tydzień później OKS wygrał 2:1 z Przebojem Wolbrom.

### Lata 2012–2025
W 2012 przed rozpoczęciem rundy wiosennej doszło do zmiany nazwy zespołu z OKS 1945 Olsztyn na OKS Stomil Olsztyn. W tym samym roku olsztyński klub awansował do I ligi, kończąc rozgrywki II ligi, gr. wschodniej, na pozycji nr 2, za Okocimskim KS Brzesko. W drużynie występowali wówczas m.in. Paweł Głowacki, Dominik Kun i Paweł Baranowski. Tym samym zespół po prawie 10 latach powrócił na drugi szczebel rozgrywek w kraju. Z rozgrywkami Pucharu Polski Stomil pożegnał się w tym sezonie na etapie 1/16 finału, przegrywając 0:1 z Widzewem Łódź. Wcześniej wyeliminował Pogoń Szczecin, Huragan Morąg i ŁKS Łomża.
Pierwszy sezon po powrocie na zaplecze ekstraklasy Stomil zakończył na 13. miejscu, wygrywając po razie m.in. z późniejszymi beniaminkami ekstraklasy, Zawiszą Bydgoszcz i Cracovią. Do drużyny powrócił Grzegorz Lech. Zespół zasilili też Szymon Kaźmierowski, Patryk Kun, Andrzej Niewulis, Tomasz Ptak, Dawid Szymonowicz czy reprezentant Litwy oraz zdobywca Mistrzostwa Łotwy z Metalurgsem Lipawa i Mistrzostwa Irlandii z Bohemian FC Mindaugas Kalonas. Udział w Pucharze Polski Stomil zakończył w 1 rundzie, przegrywając 2:3 z Bogdanką Łęczna, wcześniej w kwalifikacjach eliminując Kaszubię Kościerzyna.
W drugim sezonie Stomil zajął 15. miejsce, które oznaczało spadek do II ligi. Olsztynianie pozostali jednak w I lidze, gdyż licencji na grę na tym poziomie nie uzyskał Kolejarz Stróże, co oznaczało degradację tego zespołu, na czym skorzystał Stomil. Przewaga zespołu nad kolejną drużyną, Puszczą Niepołomice, która spadła do II ligi, wyniosła 8 punktów. W rozgrywkach Stomil wygrał m.in. z Górnikiem Łęczna, który awansował do ekstraklasy. W Pucharze Polski Stomil rozegrał tylko jeden mecz, przegrywając po rzutach karnych z Rozwojem Katowice.
Sezon 2014/15 okazał się najlepszym w wykonaniu Stomilu na zapleczu ekstraklasy od czasu awansu do niej w 1994. Zespół zajął 7. miejsce. W drużynie występowali m.in. zdobywca Mistrzostwa Mołdawii z Sheriff Tiraspol oraz Pucharu Białorusi z Naftan Nowopołock Witalij Berezowski, zdobywcy Mistrzostwa Łotwy z FK Ventspils Yasuhiro Katō i Naoya Shibamura, Wołodymyr Kowal, Roman Maczułenko i Ihor Skoba. W Pucharze Polski Stomil rozegrał jeden mecz, przegrywając z Okocimskim Brzesko. W 2015 powołano spółkę akcyjną Stomil Olsztyn. W kolejnych latach głównie bronił się przed spadkiem do II ligi.
W kolejnym sezonie Stomil zajął 11. miejsce, pokonując m.in. 1:0 na wyjeździe późniejszego zwycięzcę rozgrywek, Arkę Gdynia. W drużynie zagrali m.in. Tomasz Chałas, Piotr Klepczarek, Rafał Kujawa i Tsubasa Nishi. W Pucharze Polski Stomil dotarł do 1/16 finału gdzie przegrał 1:5 ze Śląskiem Wrocław. Wcześniej wyeliminował z rozgrywek Sandecję Nowy Sącz.
W sezonie 2016/17 zajął 13. miejsce. W składzie Stomilu byli wówczas m.in. Wiktor Biedrzycki, Jakub Piotrowski czy Tomasz Zahorski. Z Pucharu Polski Stomil odpadł w 1/16 finału, przegrywając po rzutach karnych z Ruchem Chorzów. Wcześniej wyeliminował ROW Rybnik.
W następnym sezonie Stomil walczył o utrzymanie w lidze do ostatniej kolejki, w której dzięki bramce Marcina Stromeckiego w 77. minucie wygrał 1:0 z Chrobrym Głogów. Za sprawą zwycięstwa olsztynianie wyprzedzili w tabeli Pogoń Siedlce, która w tej samej kolejce zremisowała 1:1 z Rakowem Częstochowa, dzięki bramce byłego piłkarza Stomilu, Dominika Kuna w ostatniej minucie regulaminowego czasu gry. W Stomilu występowali m.in. Paweł Abbott, Milen Gamakow, Lukáš Kubáň, Dani Ramírez i Wołodymyr Tanczyk. Z Pucharem Polski Stomil pożegnał się jeszcze w rundzie wstępnej, przegrywając po rzutach karnych z Wartą Sieradz.
W 2019 właścicielem klubu został Michał Brański, współwłaściciel Wirtualnej Polski. Sezon 2018/19 olsztynianie zakończyli na 11. miejscu. W drużynie występowali m.in. Bartłomiej Niedziela, Maciej Pałaszewski, Płamen Kraczunow, Kamil Mazek czy Szymon Sobczak. Z Pucharu Polski Stomil odpadł po porażce z Wigrami Suwałki w 1/16 finału. Wcześniej wygrał z Gryfem Wejherowo.
W sezonie 2019/20 Stomil zajął 10. miejsce, tracąc 4 punkty do miejsca zapewniającego występ w barażach do ekstraklasy. W składzie znaleźli się m.in. Wojciech Hajda, Serafin Szota, Koki Hinokio, Jonatan Straus czy Mateusz Cetnarski. W Pucharze Polski Stomil dotarł do 1/8 finału, przegrywając w niej z Miedzią Legnica. Wcześniej wyeliminował Ruch Chorzów i Wisłę Płock, która do Olsztyna przyjechała w roli lidera ekstraklasy. Wszystkie mecze Stomilu w tej odsłonie rozgrywek pucharowych kończyły się po konkursie rzutów karnych.
W kolejnych rozgrywkach barwy Stomilu reprezentowali m.in. Wojciech Łuczak i Grzegorz Kuświk. Po rundzie jesiennej z drużyny odszedł Wiktor Biedrzycki. Przez większą cześć sezonu zespół trenował Adam Majewski, który do Stomilu trafił jeszcze w poprzednim sezonie. Wiosną zastąpił go Piotr Klepczarek. Stomil utrzymał się w lidze, zajmując 15. miejsce. W Pucharze Polski rozegrał tylko jedno spotkanie przegrywając z GKS Jastrzębie.
W 2021 Stomil był klubem o najdłuższym ciągłym stażu w rozgrywkach I ligi po reorganizacji w 2008. W maju 2021 Brański zapowiedział rozstanie z klubem, jako przyczynę podając brak porozumienia z władzami Olsztyna. W czerwcu 2021 oświadczył, że nie wycofa się całkowicie z klubu, a zamierza zbyć część akcji za pośrednictwem tzw. Klubu STO.
Do sezonu 2021/22 zespół przystąpił w niemal całkowicie zmienionym składzie. Z podstawowej drużyny z poprzednich rozgrywek w klubie pozostali tylko Rafał Remisz i Jonatan Straus. Funkcję szkoleniowca objął Adrian Stawski, a do zespołu dołączyli m.in. Łukasz Moneta, Patryk Mikita, Karol Żwir, Wojciech Reiman czy Szymon Lewicki, który po kilku tygodniach rozwiązał kontrakt z klubem. Z rozgrywkami Pucharu Polski Stomil pożegnał się w 1/16 finału przegrywając z Koroną Kielce. Wcześniej wyeliminował Sandecję Nowy Sącz. W przerwie zimowej dokonano kilku zmian kadrowych. Do zespołu na zasadzie wypożyczenia dołączyli m.in. Kacper Tobiasz i Jakub Kisiel z Legii Warszawa. Po serii porażek w marcu 2022 zwolniony został trener Stawski. Funkcję szkoleniowca objął Piotr Jacek. Ostatecznie Stomil zajął 16. miejsce w tabeli, tracąc punkt do Zagłębia Sosnowiec. Tym samym zespół spadł do II ligi. Po zakończeniu sezonu z klubem pożegnał się trener Jacek, który objął funkcję szkoleniowca drużyny rezerw Legii Warszawa. Posadę trenera Stomilu powierzono Szymonowi Grabowskiemu. W drużynie pozostali m.in. Karol Żwir, Shun Shibata czy Maciej Spychała.
W sezonie 2022/2023 Stomil Olsztyn zajął czwarte miejsce w lidze, kwalifikując się do baraży o I ligę. W półfinale pokonał 3:1 Wisłę Puławy, 11 czerwca 2023 przegrał z Motorem Lublin, po serii rzutów karnych. 14 czerwca 2023 dotychczasowy trener Stomilu, Szymon Grabowski został zaprezentowany jako nowy szkoleniowiec Lechii Gdańsk. 26 czerwca 2023 ogłoszono nazwisko nowego trenera, którym został Patryk Czubak, dotychczas szkoleniowiec drugiej drużyny Widzewa Łódź.
W pierwszych pięciu spotkaniach sezonu 2023/2024 Stomil odniósł tylko jedno zwycięstwo. Po przegranym meczu z drugim zespołem ŁKS Łódź z funkcji trenera ustąpił Patryk Czubak. Zastąpił go Janusz Bucholc, który trenował Stomil do końca rundy jesiennej. Tą zespół zakończył za 23 punktami tuż nad strefą spadkową. W trakcie zimowej przerwy w rozgrywkach drużyna odbyła m.in. obóz przygotowawczy w Dubaju. Zespół trenował już pod okiem Bartosza Tarachulskiego, który zastąpił Bucholca. W pierwszych czterech meczach rundy wiosennej Stomil zdobył tylko jeden punkt, w efekcie przed meczem 24. kolejki z Chojniczanką Chojnice funkcję trenera po Tarachulskim objął Grzegorz Lech. Czwarty szkoleniowiec w sezonie nie uratował jednak drużyny przed drugim w ciągu trzech lat spadkiem z ligi. Stomil ostatecznie zajął ostatnie miejsce w tabeli.
Po zakończeniu rozgrywek doszło do zmian personalnych w zarządzie klubu. Wiceprezesem klubu został Ireneusz Gajewski, a w Radzie Nadzorczej pojawili się Piotr Gajewski i Tymon Zastrzeżyński. Do sezonu 2024/2025 w rozgrywkach III ligi zespół przystąpił też z nowym trenerem Piotrem Zajączkowskim. Stomil sezon rozpoczął od wygranej 4:3 z Unią Skierniewice, mimo że olsztynianie po kilkudziesięciu minutach meczu przegrywali 0:3. W kolejnych ośmiu meczach Stomil wygrał jeszcze tylko dwa razy, co doprowadziło do kolejnej zmiany trenera. Nowym szkoleniowcem został Piotr Gurzęda, dotychczasowy trener zespołu rezerw. W dwóch pierwszych meczach pod jego wodzą drużyna dwa razy zremisowała.
Sezon 2024/2025 zakończył się drugim spadkiem z rzędu i trzecim w przeciągu 4 lat. W wyniku sportowego kryzysu klub z Olsztyna znalazł się na V szczeblu rozgrywkowym pierwszy raz od sezonu 1967/1968.

## Historyczne nazwy
- 1945–1970 OKS Olsztyn,
- 1970–1973 OKS OZOS Olsztyn
- 1973–2003 Stomil Olsztyn
- 2003–2004 Warmia i Mazury Olsztyn (działał na podbudowie rezerw Stomilu)
- od 19.07.2004 r. do 15.02.2011 r. OKS 1945 Olsztyn
- od 16.02.2012 r. do 12.05.2015 r. OKS Stomil Olsztyn[20]
- od 13.05.2015 r. Stomil Olsztyn SA[21]

## Stadion
Klub rozgrywa swoje mecze na stadionie należącym do Ośrodka Sportu i Rekreacji w Olsztynie, który ze względów bezpieczeństwa może pomieścić na tzw. trybunie krytej 2579 osób. Obiekt podobnie, jak siedziba klubu znajduje się przy al. Piłsudskiego 69a w Olsztynie. Powstał on w latach 70. XX wieku. Do czasu budowy obiektu przy al. Piłsudskiego klub rozgrywał swoje spotkania m.in. na obecnym stadionie Warmii Olsztyn przy ul. Sybiraków. W latach 80. poprzedniego stulecia rozegrano na nim m.in. finał Pucharu Polski pomiędzy Legią Warszawa a Jagiellonią Białystok. W 1997 stadion gościł natomiast Reprezentację Polski, która zmierzyła się wówczas z przeciwnikami z Litwy. Osiemnastego czerwca 2015 roku doszło do pierwszych testów zainstalowanych jupiterów. Każdy z masztów ma wysokość ponad pięćdziesięciu metrów. Latem 2018 roku doszło do wymiany murawy. Obiekt zyskał podgrzewaną murawę, a także nowoczesny system nawadniania i drenażu.
W 2023 pojawiła się szansa na rozpoczęcie przebudowy stadionu, dzięki przyznaniu gminie dofinansowania w kwocie 30 mln złotych. W lipcu 2024 gmina ogłosiła przetarg m.in. na wyburzenie i budowę nowej trybuny wschodniej. Do postępowania przystąpiła jedna firma z ofertą ponad dwukrotnie przewyższającą wysokość dofinansowania. W efekcie zamawiający unieważnił postępowanie, a prezydent Olsztyna Robert Szewczyk poinformował, że gmina będzie szukała innych możliwości finansowania, nie rezygnując z dofinansowania oraz budowy nowej krytej trybuny wschodniej.

## Klub w rozgrywkach ligowych
Najdłużej klub grał w Klasie okręgowej, gdzie spędził 23 sezony, m.in. nieprzerwanie 15 sezonów w latach 1945–1959. W ekstraklasie Stomil występował nieprzerwanie od 1994 do 2002 roku, rozgrywając w niej 8 sezonów. Sezon 2021/22 był dziesiątym z rzędu w I lidze. Łącznie to 17 sezonów występów na zapleczu Ekstraklasy.
| Poziomy rozgrywkowe | Poziomy rozgrywkowe | Poziomy rozgrywkowe | Poziomy rozgrywkowe | Poziomy rozgrywkowe | Poziomy rozgrywkowe | Poziomy rozgrywkowe | Sezony, opis        | Sezony, opis | Sezony, opis | Sezony, opis | Sezony, opis      | Sezony, opis                     | Sezony, opis | Sezony, opis |
| I                   | II                  | III                 | IV                  | V                   | VI                  | Sezon               | Liga                | Poz.         | Pkt.         | Bramki       | Z/R/P             | Uwagi                            | Nazwa        |              |
| ------------------- | ------------------- | ------------------- | ------------------- | ------------------- | ------------------- | ------------------- | ------------------- | ------------ | ------------ | ------------ | ----------------- | -------------------------------- | ------------ | ------------ |
| MP                  | MO                  |                     |                     |                     |                     | 1945                | MO                  | 2            | 11           | 16:6         |                   |                                  | KS Społem    |              |
| MP                  | A                   |                     |                     |                     |                     | 1946                | Klasa A             | 1            |              |              |                   |                                  | KS Społem    |              |
| MP                  | A                   | B                   |                     |                     |                     | 1947                | Klasa A             | 2            |              |              |                   |                                  | SKS Społem   |              |
| 1                   | A                   | B                   |                     |                     |                     | 1948                | Klasa A             | 5            | 6            | b.d.         | b.d.              |                                  | SKS Społem   |              |
| 1                   | 2                   | A                   | B                   | C                   |                     | 1948/49             | Klasa A             | 3            | 8            | b.d.         | b.d.              |                                  | Spójnia      |              |
| 1                   | 2                   | A                   | B                   | C                   |                     | 1949/50             | Klasa A             | b.d.         | b.d.         | b.d.         | b.d.              |                                  | Spójnia      |              |
| 1                   | 2                   | A                   | B                   | C                   |                     | 1950/51             | Klasa A             | 3            | 15           | b.d.         | b.d.              |                                  | Spójnia      |              |
| 1                   | 2                   | 1KW                 | 2KW                 | 3KW                 | 4KW                 | 1952                | I Kl. Woj.(gr.II)   | 1            | b.d.         | b.d.         | b.d.              | Reorganizacja ligi po sezonie    | Spójnia      |              |
| 1                   | 2                   | 3                   | A                   | B                   | C                   | 1953                | Klasa A             | 4            | 17           | b.d.         | b.d.              |                                  | Spójnia      |              |
| 1                   | 2                   | 3                   | A                   | B                   | C                   | 1954                | Klasa A             | 4            | 17           | b.d.         | b.d.              |                                  | Spójnia      |              |
| 1                   | 2                   | 3                   | A                   | B                   | C                   | 1955                | Klasa A             | 3            | 22           | b.d.         | b.d.              |                                  | Sparta       |              |
| 1                   | 2                   | 3                   | A                   | B                   | C                   | 1956                | Klasa A             | 3            | 29           | b.d.         | b.d.              |                                  | Sparta       |              |
| 1                   | 2                   | O                   | A                   | B                   | C                   | 1957                | Klasa Okręgowa      | 3            | 19           | b.d.         | b.d.              |                                  | Sparta       |              |
| 1                   | 2                   | O                   | A                   | B                   | C                   | 1958                | Klasa Okręgowa      | 3            | 15           | b.d.         | b.d.              |                                  | OKS          |              |
| 1                   | 2                   | O                   | A                   | B                   | C                   | 1959                | Klasa Okręgowa      | 10           | 5            | b.d.         | b.d.              |                                  | OKS          |              |
| 1                   | 2                   | O                   | A                   | B                   | C                   | 1960                | Klasa A (gr.I)      | 5            | b.d.         | b.d.         | b.d.              |                                  | OKS          |              |
| 1                   | 2                   | O                   | A                   | B                   | C                   | 1960/61             | Klasa A (gr.II)     | 1            | b.d.         | b.d.         | b.d.              |                                  | OKS          |              |
| 1                   | 2                   | O                   | A                   | B                   | C                   | 1961/62             | Klasa Okręgowa      | 10           | 9            | b.d.         | b.d.              |                                  | OKS          |              |
| 1                   | 2                   | O                   | A                   | B                   | C                   | 1962/63             | Klasa A (gr.II)     | 1            | 23           | b.d.         | b.d.              |                                  | OKS          |              |
| 1                   | 2                   | O                   | A                   | B                   | C                   | 1963/64             | Klasa Okręgowa      | 10           | 10           | b.d.         | b.d.              |                                  | OKS          |              |
| 1                   | 2                   | O                   | A                   | B                   | C                   | 1964/65             | Klasa A (gr.II)     | 1            | b.d.         | b.d.         | b.d.              |                                  | OKS          |              |
| 1                   | 2                   | O                   | A                   | B                   | C                   | 1965/66             | Klasa Okręgowa      | 5            | b.d.         | b.d.         | b.d.              | Reorganizacja ligi po sezonie.   | OKS          |              |
| 1                   | 2                   | 3                   | O                   | A                   | B                   | 1966/67             | Klasa Okręgowa      | 12           | 21           | b.d.         | b.d.              |                                  | OKS          |              |
| 1                   | 2                   | 3                   | O                   | A                   | B                   | 1967/68             | Klasa A (gr.II)     | 1            | b.d.         | b.d.         | b.d.              |                                  | OKS OZOS     |              |
| 1                   | 2                   | 3                   | O                   | A                   | B                   | 1968/69             | Klasa Okręgowa      | 3            | 41           | b.d.         | b.d.              |                                  | OKS OZOS     |              |
| 1                   | 2                   | 3                   | O                   | A                   | B                   | 1969/70             | Klasa Okregowa      | 1            | 46           | b.d.         | b.d.              |                                  | OKS OZOS     |              |
| 1                   | 2                   | 3                   | O                   | A                   | B                   | 1970/71             | III Liga            | 15           | 19           | 20:48        | 7/5/18            |                                  | OKS OZOS     |              |
| 1                   | 2                   | 3                   | O                   | A                   | B                   | 1971/72             | Klasa Okręgowa      | 1            | b.d.         | b.d.         | b.d.              |                                  | OKS OZOS     |              |
| 1                   | 2                   | 3                   | O                   | A                   | B                   | 1972/73             | III Liga            | 7            | 33           | 29:26        | b.d.              | Reorganizacja ligi po sezonie.   | OKS OZOS     |              |
| 1                   | 2                   | O                   | A                   | B                   |                     | 1973/74             | II Liga             | 12           | 27           | 20:29        | 10/7/13           |                                  | OKS Stomil   |              |
| 1                   | 2                   | KW                  | KMP                 | KP                  |                     | 1974/75             | II Liga             | 15           | 26           | 25:29        | 8/10/12           |                                  | OKS Stomil   |              |
| 1                   | 2                   | KW                  | KMP                 | KP                  |                     | 1975/76             | Klasa Woj.          | 1 2          | 35 7         | 67:7 12:5    | b.d.              | [ 32 ]                           | OKS Stomil   |              |
| 1                   | 2                   | 3                   | A                   | B                   | C                   | 1976/77             | III Liga            | 3            | 36           | 44:14        | 14/8/4            |                                  | OKS Stomil   |              |
| 1                   | 2                   | 3                   | A                   | B                   | C                   | 1977/78             | III Liga            | 2            | 36           | 51:19        | 13/10/3           |                                  | OKS Stomil   |              |
| 1                   | 2                   | 3                   | A                   | B                   | C                   | 1978/79             | III Liga            | 2            | 37           | 37:14        | 16/5/5            |                                  | OKS Stomil   |              |
| 1                   | 2                   | 3                   | A                   | B                   | C                   | 1979/80             | III Liga            | 4            | 35           | 34:23        | 12/11/5           |                                  | OKS Stomil   |              |
| 1                   | 2                   | 3                   | O                   | A                   | B                   | 1980/81             | III Liga            | 4            | 31           | 42:25        | b.d.              |                                  | OKS Stomil   |              |
| 1                   | 2                   | 3                   | O                   | A                   | B                   | 1981/82             | III Liga            | 10           | 19           | 25:36        | b.d.              |                                  | OKS Stomil   |              |
| 1                   | 2                   | 3                   | O                   | A                   | B                   | 1982/83             | III Liga            | 4            | 30           | 37:27        | b.d.              |                                  | OKS Stomil   |              |
| 1                   | 2                   | 3                   | O                   | A                   | B                   | 1983/84             | III Liga            | 8            | 24           | 29:23        | b.d.              |                                  | OKS Stomil   |              |
| 1                   | 2                   | 3                   | O                   | A                   | B                   | 1984/85             | III Liga            | 5            | 30           | 42:28        | b.d.              |                                  | OKS Stomil   |              |
| 1                   | 2                   | 3                   | O                   | A                   | B                   | 1985/86             | III Liga            | 6            | 27           | 27:22        | b.d.              |                                  | OKS Stomil   |              |
| 1                   | 2                   | 3                   | O                   | A                   | B                   | 1986/87             | III Liga            | 2            | 34           | 36:25        | b.d.              |                                  | OKS Stomil   |              |
| 1                   | 2                   | 3                   | O                   | A                   | B                   | 1987/88             | III Liga            | 1            | 41           | 49:24        | b.d.              |                                  | OKS Stomil   |              |
| 1                   | 2                   | 3                   | O                   | A                   | B                   | 1988/89             | II Liga             | 11           | 25           | 26:37        | 11/7/12 (1)/0/(5) | Reorganizacja ligi               | OKS Stomil   |              |
| 1                   | 2                   | 3                   | O                   | A                   | B                   | 1989/90             | III Liga            | 6            | 46           | 44:29        | 15/12/9           |                                  | OKS Stomil   |              |
| 1                   | 2                   | 3                   | O                   | A                   | B                   | 1990/91             | III Liga            | 2            | 43           | 61:15        |                   |                                  | OKS Stomil   |              |
| 1                   | 2                   | 3                   | O                   | A                   | B                   | 1991/92             | II Liga             | 12           | 32           | 38:45        | 11/10/13          |                                  | OKS Stomil   |              |
| 1                   | 2                   | 3                   | O                   | A                   | B                   | 1992/93             | II Liga             | 5            | 41           | 54:38        | 16/9/9            |                                  | OKS Stomil   |              |
| 1                   | 2                   | 3                   | O                   | A                   | B                   | 1993/94             | II Liga             | 1            | 49           | 52:20        | 18/13/3           |                                  | MOKS Stomil  |              |
| 1                   | 2                   | 3                   | O                   | A                   | B                   | 1994/95             | I Liga              | 14           | 30           | 35:40        | 7/16/11           |                                  | MOKS Stomil  |              |
| 1                   | 2                   | 3                   | O                   | A                   | B                   | 1995/96             | I Liga              | 6            | 46           | 32:41        | 13/7/14           |                                  | MOKS Stomil  |              |
| 1                   | 2                   | 3                   | 4                   | O                   | A                   | 1996/97             | I Liga              | 9            | 44           | 45:46        | 12/8/14           |                                  | MOKS Stomil  |              |
| 1                   | 2                   | 3                   | 4                   | O                   | A                   | 1997/98             | I Liga              | 11           | 45           | 37:45        | 12/9/13           |                                  | MOKS Stomil  |              |
| 1                   | 2                   | 3                   | 4                   | O                   | A                   | 1998/99             | I Liga              | 9            | 37           | 29:38        | 10/7/13           |                                  | MOKS Stomil  |              |
| 1                   | 2                   | 3                   | 4                   | O                   | A                   | 1999/00             | I Liga              | 8            | 37           | 33:43        | 8/13/9            |                                  | MOKS Stomil  |              |
| 1                   | 2                   | 3                   | 4                   | O                   | A                   | 2000/01             | I Liga              | 14           | 34           | 22:41        | 10/4/16           | Baraże                           | MOKS Stomil  |              |
| 1                   | 2                   | 3                   | 4                   | O                   | A                   | 2001/02             | I Liga              | 16           | 18           | 21:45        | 4/11/13           |                                  | MOKS Stomil  |              |
| 1                   | 2                   | 3                   | 4                   | O                   | A                   | 2002/03             | II Liga             | 18           | 22           | 26:68        | 8/4/22            | Drużyna rozwiązana               | MOKS Stomil  |              |
| 1                   | 2                   | 3                   | 4                   | O                   | A                   | 2003/04             |                     |              |              |              |                   | [ 37 ]                           | MOKS Stomil  |              |
| 1                   | 2                   | 3                   | 4                   | O                   | A                   | 2004/05             | III Liga            | 13           | 38           | 30:30        | 9/11/10           | [ 38 ]                           | OKS 1945     |              |
| 1                   | 2                   | 3                   | 4                   | O                   | A                   | 2005/06             | IV Liga (warm.maz.) | 3            | 72           | 72-73        | 21/9/4            |                                  | OKS 1945     |              |
| 1                   | 2                   | 3                   | 4                   | O                   | A                   | 2006/07             | IV Liga (warm.maz.) | 1            | 81           | 87:27        | 27/0/3            |                                  | OKS 1945     |              |
| 1                   | 2                   | 3                   | 4                   | O                   | A                   | 2007/08             | III Liga            | 5            | 57           | 51:22        | 15/12/3           | Reorganizacja ligi po sezonie.   | OKS 1945     |              |
| E                   | 1                   | 2                   | 3                   | 4                   | O                   | 2008/09             | II Liga             | 4            | 60           | 63:41        | 18/6/10           |                                  | OKS 1945     |              |
| E                   | 1                   | 2                   | 3                   | 4                   | O                   | 2009/10             | II Liga             | 13           | 39           | 36:45        | 10/9/15           | [ 40 ]                           | OKS 1945     |              |
| E                   | 1                   | 2                   | 3                   | 4                   | O                   | 2010/11             | II Liga             | 5            | 53           | 43:34        | 13/14/7           |                                  | OKS 1945     |              |
| E                   | 1                   | 2                   | 3                   | 4                   | O                   | 2011/12             | II Liga             | 2            | 55           | 44:31        | 17/4/9            |                                  | OKS Stomil   |              |
| E                   | 1                   | 2                   | 3                   | 4                   | O                   | 2012/13             | I Liga              | 13           | 38           | 37-45        | 8/14/12           |                                  | OKS Stomil   |              |
| E                   | 1                   | 2                   | 3                   | 4                   | O                   | 2013/14             | I Liga              | 15           | 41           | 38:42        | 10/11/13          | [ 42 ]                           | Stomil       |              |
| E                   | 1                   | 2                   | 3                   | 4                   | O                   | 2014/15             | I Liga              | 7            | 49           | 47:47        | 12/13/9           |                                  | Stomil       |              |
| E                   | 1                   | 2                   | 3                   | 4                   | O                   | 2015/16             | I Liga              | 11           | 44           | 34-42        | 11/11/12          |                                  | Stomil       |              |
| E                   | 1                   | 2                   | 3                   | 4                   | O                   | 2016/17             | I Liga              | 13           | 37           | 48:50        | 9/13/12           | -3pkt.                           | Stomil       |              |
| E                   | 1                   | 2                   | 3                   | 4                   | O                   | 2017/18             | I Liga              | 14           | 39           | 39:50        | 12/4/18           | -1pkt.                           | Stomil       |              |
| E                   | 1                   | 2                   | 3                   | 4                   | O                   | 2018/19             | I Liga              | 11           | 40           | 38:43        | 11/10/13          | -3pkt.                           | Stomil       |              |
| E                   | 1                   | 2                   | 3                   | 4                   | O                   | 2019/20             | I Liga              | 10           | 46           | 30:38        | 13/7/14           |                                  | Stomil       |              |
| E                   | 1                   | 2                   | 3                   | 4                   | O                   | 2020/21             | I Liga              | 15           | 35           | 31:48        | 9/8/17            |                                  | Stomil       |              |
| E                   | 1                   | 2                   | 3                   | 4                   | O                   | 2021/22             | I Liga              | 16           | 35           | 32:52        | 10/5/19           |                                  | Stomil       |              |
| E                   | 1                   | 2                   | 3                   | 4                   | O                   | 2022/23             | II Liga             | 4            | 57           | 51:32        | 14/15/5           | Przegrany finał baraży o I ligę. | Stomil       |              |
| E                   | 1                   | 2                   | 3                   | 4                   | O                   | 2023/24             | II Liga             | 18           | 34           | 30:42        | 9/7/17            |                                  | Stomil       |              |
| E                   | 1                   | 2                   | 3                   | 4                   | O                   | 2024/25             | III Liga            | 14           | 42           | 44:56        | 11/9/14           |                                  | Stomil       |              |

## Statystyki klubowe
- Debiut w ekstraklasie: 30 lipca 1994 Stomil Olsztyn – Zagłębie Lubin 2:2 (1:1)
- Pierwsze zwycięstwo w ekstraklasie: 27 sierpnia 1994 Stomil Olsztyn – Hutnik Kraków 2:1 (1:1)
- Najwyższe zwycięstwo w ekstraklasie: 29 kwietnia 1995 Stomil Olsztyn – Sokół Pniewy 4:0 (2:0)
- Ilość sezonów w ekstraklasie: 8
- Sukcesy:

6. miejsce w ekstraklasie w sezonie 1995/96
1/4 finału Pucharu Polski w sezonach 1998/99 i 2000/01
Mistrzostwo Polski juniorów U-19 w 1974 roku

## Statystyki piłkarzy

### Piłkarze występujący w Stomilu w Ekstraklasie
W trakcie 8 sezonów jego barwy reprezentowało około 100 zawodników. Najdłużej w składzie Stomilu widniało nazwisko Andrzeja Biedrzyckiego, który w biało-niebieskich barwach rozegrał 196 spotkań na najwyższym szczeblu piłkarskich rozgrywek w Polsce. Poza nim liczbę 100 występów w ekstraklasie w olsztyńskim klubie przekroczyło jeszcze czterech piłkarzy. Jeden z nich, Andrzej Jankowski podobnie jak Biedrzycki, w Stomilu występował jeszcze przed awansem do ekstraklasy. Część zawodników reprezentowała w swej karierze także inne czołowe polskie kluby. Najwięcej występów w ekstraklasie spośród wszystkich piłkarzy występujących w Stomilu w latach 1994–2002 ma Tomasz Lenart. Urodzony w Łodzi piłkarz rozegrał w niej 318 spotkań (52 w Stomilu oraz 266 w ŁKS Łódź). W kadrze olsztyńskiego zespołu było również kilku reprezentantów Polski. Wśród nich m.in. Sylwester Czereszewski, Tomasz Sokołowski czy Cezary Kucharski.
| Zawodnik               | Pozycja   | Lata gry w zespole    | Mecze | Gole | Mecze | Gole |
| ---------------------- | --------- | --------------------- | ----- | ---- | ----- | ---- |
| Andrzej Biedrzycki     | obrońca   | 1994–2001             | 196   | 2    | 196   | 2    |
| Artur Januszewski      | obrońca   | 1998–2002             | 129   | 1    | 156   | 1    |
| Marek Kwiatkowski      | pomocnik  | 1997–2002             | 122   | 12   | 122   | 12   |
| Andrzej Jankowski      | pomocnik  | 1994–98 i 2000        | 119   | 6    | 119   | 6    |
| Marcin Szulik          | pomocnik  | 1997–2001             | 104   | 9    | 151   | 9    |
| Jacek Chańko           | pomocnik  | 1996–99               | 99    | 10   | 134   | 11   |
| Rafał Kaczmarczyk      | pomocnik  | 1995–98               | 98    | 10   | 251   | 19   |
| Bartosz Jurkowski      | obrońca   | 1994–95 i 1998–2000   | 93    | 9    | 251   | 12   |
| Paweł Holc             | pomocnik  | 1998–2001             | 92    | 14   | 124   | 14   |
| Jacek Płuciennik       | napastnik | 1995–98               | 87    | 10   | 184   | 29   |
| Sylwester Czereszewski | napastnik | 1994–96               | 84    | 17   | 245   | 72   |
| Adam Zejer             | pomocnik  | 1994–96 i 2002        | 68    | 7    | 179   | 17   |
| Piotr Orliński         | pomocnik  | 1998–2001             | 68    | 3    | 77    | 3    |
| Arkadiusz Klimek       | napastnik | 1995–97               | 66    | 10   | 174   | 34   |
| Rafał Szwed            | obrońca   | 1997–2001             | 66    | 6    | 129   | 12   |
| Sławomir Opaliński     | obrońca   | 1994–97               | 65    | 0    | 60    | 0    |
| Dariusz Preis          | napastnik | 1998–1999 i 2001–2002 | 62    | 3    | 62    | 3    |
| Piotr Matys            | napastnik | 1999–2001             | 61    | 9    | 74    | 10   |
| Andriej Siniczyn       | pomocnik  | 1996–97 i 2000–01     | 61    | 3    | 67    | 3    |
| Krzysztof Kowalczyk    | pomocnik  | 1997–2001             | 58    | 4    | 96    | 4    |
| Paweł Gadziała         | pomocnik  | 1995–98               | 56    | 5    | 67    | 5    |
| Sylwester Wyłupski     | bramkarz  | 1997–2002             | 53    | 0    | 75    | 0    |
| Tomasz Lenart          | obrońca   | 2000–01               | 52    | 2    | 318   | 11   |
| Sebastian Nowak        | obrońca   | 1996–98               | 51    | 3    | 90    | 5    |
| Andrzej Nakielski      | obrońca   | 1996–97               | 51    | 0    | 51    | 0    |

Powyższa lista uwzględnia zawodników, którzy rozegrali co najmniej 50 spotkań w barwach Stomilu w ekstraklasie. Lista uwzględniająca piłkarzy, którzy rozegrali co najmniej 10 spotkań w barwach Stomilu w ekstraklasie, znajduje się w artykule OKS 1945 Olsztyn w krajowych rozgrywkach w piłce nożnej.

### Najwięcej goli w Ekstraklasie

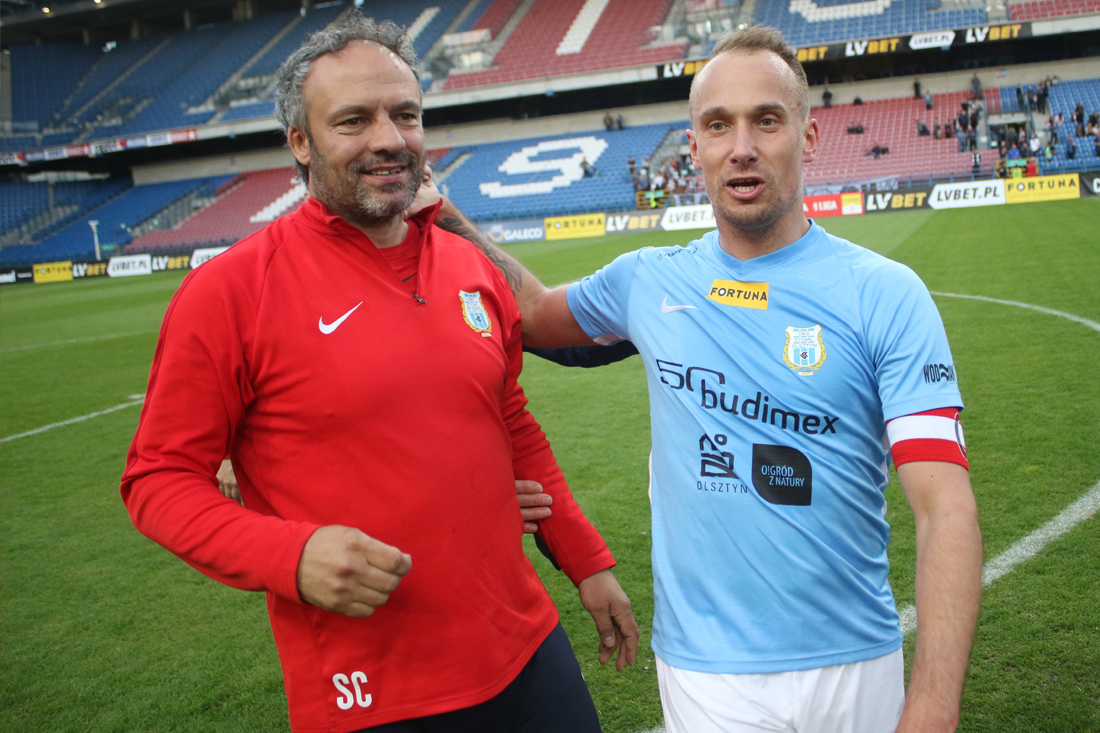
Sylwester Czereszewski (z lewej)

Zespół Stomilu Olsztyn zdobył łącznie 255 goli w ekstraklasie. Piłkarzem, który zdobył najwięcej bramek z tej liczby jest Sylwester Czereszewski. Były reprezentant Polski w ciągu trzech sezonów 17 razy trafił do bramki przeciwnika. Natomiast najskuteczniejszymi piłkarzami w trakcie jednego sezonu byli Cezary Baca, Marek Kwiatkowski i Cezary Kucharski, którzy odpowiednio w sezonach 1994/95, 1997/98 oraz 1999/00 zdobyli po 8 bramek. Spośród wszystkich piłkarzy, jacy występowali w zespole Stomilu w ekstraklasie, najwięcej bramek w niej zdobył Cezary Kucharski. Zawodnik, który pierwsze kroki stawiał w drużynie Orląt Łuków strzelił w ekstraklasie 90 goli (58 w Legii Warszawa, 20 w Siarce Tarnobrzeg, 8 w Stomilu oraz 4 w Górniku Łęczna).
| Zawodnicy              | Gole | Sezon | Sezon | Sezon | Sezon | Sezon | Sezon | Sezon | Sezon |
| Zawodnicy              | Gole | 94/95 | 95/96 | 96/97 | 97/98 | 98/99 | 99/00 | 00/01 | 01/02 |
| Sylwester Czereszewski | 17   | 7     | 7     | 3     | –     | –     | –     | –     | –     |
| Paweł Holc             | 14   | –     | –     | –     | –     | –     | 5     | 7     | 2     |
| Marek Kwiatkowski      | 12   | –     | –     | –     | 8     | 2     | –     | 1     | 1     |
| Andrzej Jasiński       | 11   | 6     | –     | 4     | 1     | –     | –     | –     | –     |
| Jacek Chańko           | 10   | –     | 4     | –     | 2     | 4     | –     | –     | –     |
| Arkadiusz Klimek       | 10   | –     | –     | 7     | 3     | –     | –     | –     | –     |
| Rafał Kaczmarczyk      | 10   | –     | 1     | 5     | 4     | –     | –     | –     | –     |
| Jacek Płuciennik       | 10   | –     | 2     | 6     | 2     | –     | –     | –     | –     |
| Tomasz Sokołowski      | 10   | 5     | 5     | –     | –     | –     | –     | –     | –     |

Powyższa lista uwzględnia zawodników, którzy strzelili co najmniej 10 bramek w barwach Stomilu w ekstraklasie.

### Najwięcej minut na boisku w Ekstraklasie
Wśród około 100 piłkarzy, którzy wystąpili w barwach Stomilu w czasie gry zespołu w ekstraklasie, jest kilku mających na koncie ponad lub niewiele poniżej 100 rozegranych spotkań w ekstraklasie w koszulce olsztyńskiego klubu. Część z nich przekroczyła także 10000 minut spędzonych na boisku. Piłkarzem, który rozegrał najwięcej meczów w ekstraklasie w barwach zespołu z Olsztyna jest Andrzej Biedrzycki. Piłkarz ten reprezentował Stomil przez siedem z ośmiu sezonów występów klubu w ekstraklasie. Drugi w klasyfikacji Artur Januszewski rozegrał o 67 spotkań mniej.
| Zawodnicy              | Minuty | Mecze | Pełne mecze |
| ---------------------- | ------ | ----- | ----------- |
| Andrzej Biedrzycki     | 16252  | 196   | 167         |
| Artur Januszewski      | 11297  | 129   | 122         |
| Andrzej Jankowski      | 10116  | 119   | 97          |
| Rafał Kaczmarczyk      | 9149   | 98    | 74          |
| Marcin Szulik          | 8673   | 104   | 83          |
| Jacek Chańko           | 8182   | 99    | 77          |
| Bartosz Jurkowski      | 7955   | 93    | 87          |
| Paweł Holc             | 7850   | 92    | 74          |
| Marek Kwiatkowski      | 7502   | 122   | 40          |
| Sylwester Czereszewski | 7405   | 84    | 75          |
| Jacek Płuciennik       | 7381   | 87    | 58          |

Powyższa lista uwzględnia zawodników, którzy w barwach Stomilu spędzili na boisku ponad 7 tysięcy minut w meczach o mistrzostwo Polski.

## Trenerzy
Olsztyński zespół szkoliło kilku trenerów, którzy w swej karierze osiągali mniej lub bardziej znaczące sukcesy. Największym pochwalić się może Ryszard Polak, który w 1998 roku zdobył z drużyną ŁKS Łódź Mistrzostwo Polski, jednak wynik ten osiągnął 2 lata po tym, jak rozstał się z olsztyńskim klubem. Podobnie było w przypadku Bogusława Kaczmarka, który w 2003 roku doprowadził zespół Dyskobolii Grodzisk Wielkopolski do zdobycia wicemistrzostwa kraju. Największe sukesy ze Stomilem święcili właśnie wyżej wymieni trenerzy. Z Kaczmarkiem olsztyński zespół awansował w 1994 roku do ekstraklasy, natomiast pod wodzą Polaka zajął w 1996 roku 6. miejsce w rozgrywkach ekstraklasy (w ostatnich kolejkach I trenerem był wcześniejszy asystent Polaka, Romuald Korzeniowski). Niemniej zasłużonym dla klubu trenerem był Józef Łobocki, przez wiele lat działający na rzecz Stomilu, asystent Kaczmarka w czasie awansu do ekstraklasy oraz pierwszy trener w 1993 roku oraz w sezonie 2000/2001. Na trenerskim stanowisku w Stomilu pojawił się także obcokrajowiec. W styczniu 2005 roku działacze zdecydowali się na zatrudnienie Rosjanina Wiktora Karmana. Poniższa tabela przedstawia listę szkoleniowców wraz z czasem ich urzędowania na stanowisku trenera Stomilu, począwszy od objęcia tej posady przez Bogusława Kaczmarka w 1992 roku.
| Trener                         | Lata trenowania      | Lata trenowania      |
| Trener                         | Od                   | Do                   |
| Bogusław Kaczmarek             | 1993                 | 1995                 |
| Ryszard Polak                  | 1995                 | 1996                 |
| Romuald Korzeniowski           | 1996                 | 1996                 |
| Jerzy Masztaler                | lipiec 1996          | 19 października 1996 |
| Bogusław Oblewski              | 19 października 1996 | 27 września 1997     |
| Mieczysław Broniszewski        | 1997                 | 1998                 |
| Romuald Szukiełowicz           | 1999                 | 1999                 |
| Mieczysław Broniszewski        | 1999                 | czerwiec 1999        |
| Bogusław Kaczmarek             | 1999                 | czerwiec 2000        |
| Zdzisław Podedworny            | czerwiec 2000        | 2 lipca 2000         |
| Stanisław Dawidczyński         | 3 lipca 2000         | 20 października 2000 |
| Józef Łobocki                  | 21 października 2000 | 19 marca 2001        |
| Dariusz Janowski               | 20 marca 2001        | 24 kwietnia 2001     |
| Zbigniew Kieżun                | 25 kwietnia 2001     | czerwiec 2001        |
| Marek Chojnacki                | lipiec 2001          | 24 września 2001     |
| Jerzy Fiutowski                | 24 września 2001     | maj 2002             |
| Czesław Żukowski               | kwiecień 2002        | maj 2002             |
| Jerzy Budziłek                 | lipiec 2002          | 5 listopada 2002     |
| Piotr Tyszkiewicz              | 5 listopada 2002     | czerwiec 2003        |
| Daniel Dyluś                   | sierpień 2003        | 15 lutego 2004       |
| Andrzej Biedrzycki             | 15 lutego 2004       | 10 października 2004 |
| Dariusz Janowski               | 10 października 2004 | 25 stycznia 2005     |
| Wiktor Karman                  | 25 stycznia 2005     | czerwiec 2005        |
| Daniel Dyluś                   | lipiec 2005          | 1 września 2005      |
| Andrzej Nakielski              | 1 września 2005      | 10 października 2008 |
| Jerzy Budziłek                 | 10 października 2008 | 1 grudnia 2008       |
| Ryszard Łukasik                | 1 grudnia 2008       | 24 kwietnia 2009     |
| Donatas Vencevičius            | 24 kwietnia 2009     | 27 kwietnia 2009     |
| Jerzy Budziłek                 | 27 kwietnia 2009     | 4 stycznia 2010      |
| Zbigniew Kieżun                | 4 stycznia 2010      | 2010                 |
| Zbigniew Kaczmarek             | 25 czerwca 2010      | 7 października 2013  |
| Adam Łopatko                   | 8 października 2013  | 3 lipca 2014         |
| Mirosław Jabłoński             | 4 lipca 2014         | 23 maja 2016         |
| Adam Łopatko                   | 24 maja 2016         | 4 czerwca 2017       |
| Artur Derbin                   | 24 czerwca 2017      | 30 czerwca 2017      |
| Tomasz Asensky                 | 30 czerwca 2017      | 19 listopada 2017    |
| Michał Alancewicz (tymczasowo) | 20 listopada 2017    | 25 listopada 2017    |
| Kamil Kiereś                   | 21 grudnia 2017      | 18 października 2018 |
| Piotr Zajączkowski             | 19 października 2018 | 8 czerwca 2020       |
| Adam Majewski                  | 10 czerwca 2020      | 6 kwietnia 2021      |
| Piotr Klepczarek               | 6 kwietnia 2021      | 24 czerwca 2021      |
| Adrian Stawski                 | 24 czerwca 2021      | 22 marca 2022        |
| Grzegorz Lech (tymczasowo)     | 22 marca 2022        | 27 marca 2022        |
| Piotr Jacek                    | 27 marca 2022        | 30 czerwca 2022      |
| Szymon Grabowski               | 30 czerwca 2022      | 14 czerwca 2023      |
| Patryk Czubak                  | 26 czerwca 2023      | 20 sierpnia 2023     |
| Janusz Bucholc                 | 21 sierpnia 2023     | 18 grudnia 2023      |
| Bartosz Tarachulski            | 18 grudnia 2023      | 14 marca 2024        |
| Grzegorz Lech                  | 14 marca 2024        | 11 czerwca 2024      |
| Piotr Zajączkowski             | 20 czerwca 2024      | 23 września 2024     |
| Piotr Gurzęda                  | 23 września 2024     |                      |

Powyższa lista uwzględnia szkoleniowców, którzy trenowali zespół od momentu awansu do I ligi w sezonie 1993/94

## Obecny skład
Stan na 9 października 2024
| Nr | Poz. | Piłkarz           |
| -- | ---- | ----------------- |
| 1  | BR   | Łukasz Jakubowski |
| 12 | BR   | Mateusz Małecki   |
| 20 | OB   | Oskar Bienenda    |
| 21 | OB   | Mateusz Jońca     |
| 6  | OB   | Adam Paliwoda     |
| 4  | OB   | Paweł Flis        |
| 15 | OB   | Piotr Jakubowski  |
| 23 | OB   | Mateusz Pajdak    |
| 14 | OB   | Eryk Kosek        |
| 42 | PO   | Jakub Orpik       |
| 10 | PO   | Karol Żwir        |
|    | PO   | Łukasz Borkowski  |
| 38 | PO   | Maciej Niemier    |
| 22 | PO   | Maciej Cichocki   |

| Nr | Poz. | Piłkarz            |
| -- | ---- | ------------------ |
| 11 | PO   | Kaisei Hioki       |
| 26 | PO   | Jakub Fronczak     |
| 19 | PO   | Denis Gojko        |
| 63 | PO   | Kacper Skonieczny  |
| 8  | PO   | Tatsuya Taguchi    |
|    | PO   | Filip Sokół        |
| 18 | PO   | Przemysław Klugier |
| 5  | PO   | Tobiasz Szatkowski |
|    | NA   | Kacper Gwardiak    |
| 16 | NA   | Jakub Bałdyga      |
|    | NA   | Filip Nilipiński   |
| 17 | NA   | Jakub Karpiński    |
| 9  | NA   | Kacper Sionkowski  |
| 7  | NA   | Tamaz Babunadze    |

## Sztab szkoleniowy i władze klubu
Trener: Piotr Gurzęda
Asysteci trenera: Daniel Michałowski
Trener bramkarzy: Zbigniew Małkowski
Trener analityk: Sebastian Całka
Kierownik drużyny: Piotr Czuryłło
Lekarz: Mariusz Siergiej
Fizjoterapeuta/trener przygotowania motorycznego: Bartosz Maternik
Wiceprezes: Ireneusz Gajewski
Członek Rady Nadzorczej: Marcin Burza
Członek Rady Nadzorczej: Piotr Gajewski
Członek Rady Nadzorczej: Tymon Zastrzeżyński
Prokurent: Michał Czerkawski

## Kibice

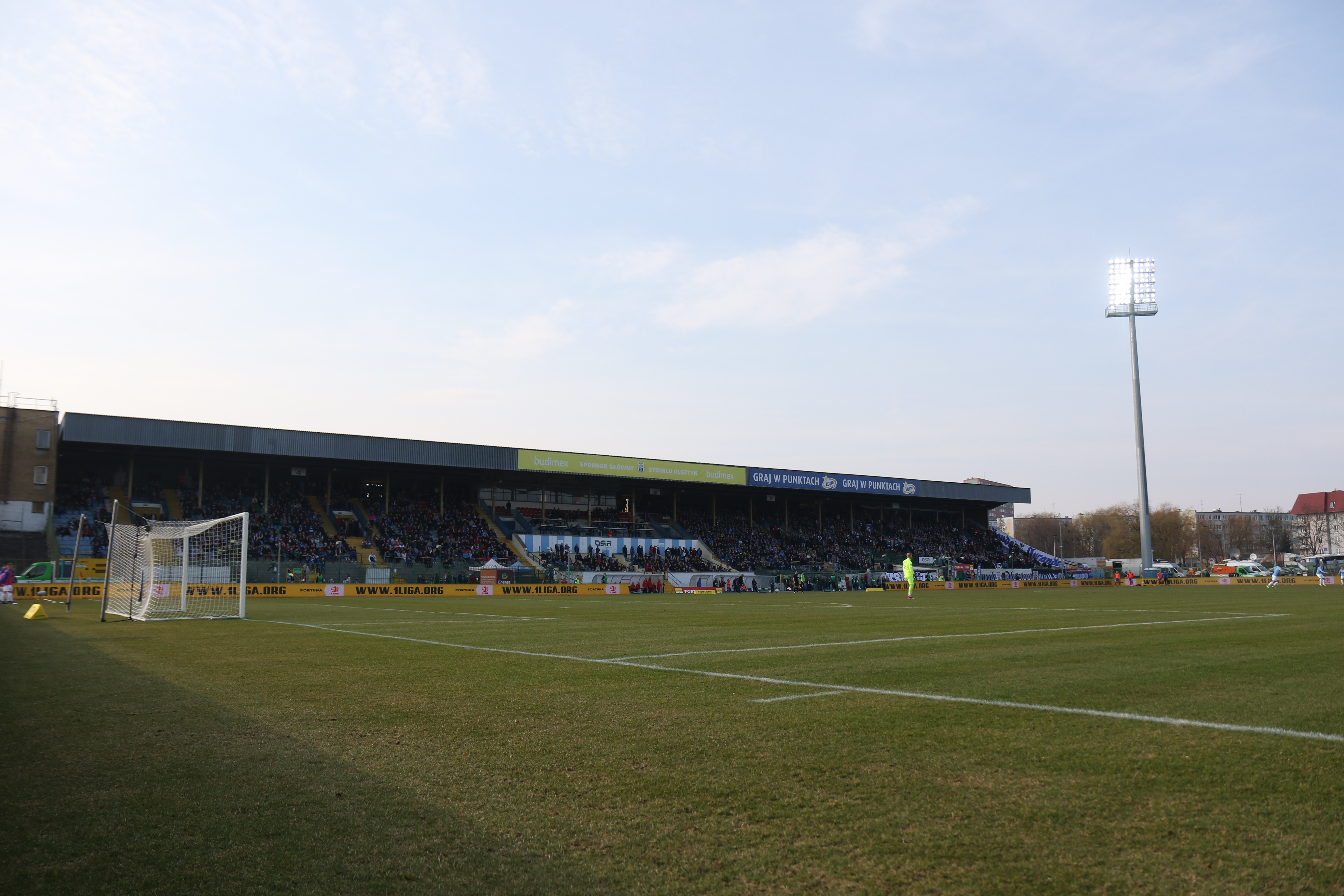
Trybuna stadionu OSiR Olsztyn (stadionu Stomilu), al. Piłsudskiego 69A

Grupa utożsamiająca się z najbardziej zagorzałymi kibicami zasiada na trybunie krytej w sektorze pierwszym, a nie jak wcześniej w tzw. „sektorze biało-niebieskim” umiejscowionym na obecnie nieczynnej trybunie otwartej, naprzeciwko trybuny krytej. Niegdyś tzw. „młyn” umieszczony był na łuku trybuny pod zegarem odmierzającym czas spotkania.
W latach 70. oraz pierwszej połowie następnej dekady na mecze Stomilu przychodziło średnio ok. tysiąca widzów. Co jakiś czas dyrekcja Olsztyńskich Zakładów Opon Samochodowych organizowała także wycieczki dla pracowników na mecze wyjazdowe klubu. Jesienią 1986 pojawiły się pierwsze zorganizowane przez kibiców wypady na mecze wyjazdowe z Hutnikiem Warszawa czy Wigrami Suwałki. Pół roku później na meczach decydujących o awansie klubu do II ligi pojawiło się ok. 7–8 tysięcy kibiców. Wiosną 1988 roku na meczu w Ostrołęce stawiło się 800 olsztyńskich kibiców.
Po awansie do II ligi na mecze do Olsztyna zaczęli przyjeżdżać również kibice zespołów grających wówczas ze Stomilem. W tym samym sezonie na stadionie Stomilu odbył się także finał Pucharu Polski pomiędzy Jagiellonią Białystok a Legią Warszawa. Na stadionie zasiadło wówczas ok. 20 tysięcy widzów. Przez następne lata liczba kibiców Stomilu rosła. Olsztyniacy starali się nie opuszczać żadnych meczów wyjazdowych swojej drużyny.
W sezonie 1993/94 na decydujący o awansie do ekstraklasy mecz do Płocka udało ok. 1000 Olsztyniaków. Po awansie do I ligi na stadion przy al. Piłsudskiego przychodziło przeciętnie ok. 8–10 tysięcy widzów. Na takich spotkaniach jak z warszawską Legią, czy łódzkim Widzewem stadion pękał w szwach, gdyż na trybunach zasiadało ok. 15 tysięcy widzów. Również na meczach wyjazdowych gościło wielu olsztyńskich kibiców. W 1995 roku kiedy działacze Sokoła Pniewy zadecydowali by mecz ze Stomilem rozegrać w Iławie, do miasta nad Jeziorakiem udało się ok. 4 tysięcy fanów olsztyńskiego klubu.
Pod koniec przygody klubu z ekstraklasą na olsztyński stadion przychodziło coraz mniej kibiców. Największą frekwencję w ostatnich latach w I lidze zanotowano na meczu barażowym z Górnikiem Polkowice w 2001 roku oraz rok później na meczu ostatniej szansy z Dyskobolią Grodzisk Wielkopolski. Nie były to już jednak tak znaczące liczby jak w latach 90.
Po spadku zespołu z esktraklasy, jego upadłości, a następnie reaktywacji notowano frekwencję przekraczającą 2300 kibiców. W latach gdy Stomil występował pod nazwą OKS 1945 Olsztyn w III i IV lidze najwięcej fanów obejrzało mecz z Olimpią Elbląg we wrześniu 2007 roku. Wówczas na stadionie przy al. Piłsudskiego zasiadło 4000 widzów. Kibice „Dumy Warmii” jeździli także na mecze wyjazdowe klubu. 3 czerwca 2007 roku mecz z miejscowym Jeziorakiem obejrzało ok. 600 olsztyńskich kibiców.
W czasie gdy zespół występował pod nazwą OKS 1945 kibice utożsamiali się ze Stomilem, formalnie zlikwidowanym w 2003 roku po spadku z II ligi. Dla potwierdzenia swej wiary, w 2005 roku założyli zespół Stomilowcy Olsztyn. Członkowie Stowarzyszenia Kibiców OKS Stomil Olsztyn czynili starania, aby klub wrócił do dawnej nazwy, co udało się w 2012.
Stomil ma zgody z klubami, takimi jak: Polonia Bydgoszcz i Wisła Płock oraz układy z: Lechią Gdańsk, Hutnikiem Kraków i ŁKS-em 1926 Łomża.

## Stomil II Olsztyn
Stomil posiada drużynę rezerw grającą w niższych klasach rozgrywkowych. W 2002 po spadku Stomilu z ekstraklasy, z drużyną rezerw utożsamiano zespół Warmii i Mazur Olsztyn, który w rozgrywkach IV ligi zastąpił Stomil II. Rok później OKP Warmia i Mazury wystartowały samodzielnie w IV lidze, nie stanowiąc zespołu rezerw nieistniejącego wówczas Stomilu. Sezon 2003/04 olsztyńska drużyna zakończyła na pierwszym miejscu w tabeli, awansując do III ligi. W niej wystartował już pierwszy zespół OKS 1945 Olsztyn. Drużyna rezerw nie została zgłoszona do rozgrywek.
W 2008 rezerwy reaktywowano za sprawą przejęcia zespołu OKS Stomilowcy Olsztyn, założonego w 2005 roku przez Stowarzyszenie Sympatyków Klubu OKS Stomil 1945 Olsztyn. Zanim doszło do wchłonięcia Stomilowców przez struktury Stomilu, zespół występował w A i B klasie. Swój pierwszy sezon w historii rozpoczął w B Klasie. Pierwszy historyczny mecz w lidze olsztyńska drużyna rozegrała 21 sierpnia 2005 roku w Prejłowie z miejscową Mewą. Spotkanie to zakończyło się zwycięstwem debiutantów 2:1. W kolejnych spotkaniach na olsztyński klub nie było mocnych. Wysokie wyjazdowe zwycięstwo 5:1 z Kormoranem Purda uświadomiło olsztyńskim kibicom, że klub będzie walczył o zwycięstwo w B klasie. W kolejnym meczu padł remis 2:2. Przeciwnikiem OKS był wówczas KS Różnowo, główny rywal Stomilowców do awansu. W kolejnym meczu olsztyński klub odniósł pierwszą w historii porażkę. W meczu z miejscowym rywalem, Orłem Olsztyn padł wynik 0:1. Była to jedna z dwóch porażek w całym sezonie. Wiosną olsztyński klub ponownie pokonał Kormoran 5:1 i zwyciężył m.in. Burzę Barczewko 6:2. 21 maja 2006 roku w prawdopodobnie najważniejszym meczu sezonu Stomilowcy pokonali klub z Różnowa 1:0. Dzięki tym rezultatom olsztynianie awansowali do A Klasy.
W kolejnym sezonie drużyna wywalczyła awans do klasy okręgowej, gdzie stała się rezerwową drużyną zespołu występującego wówczas w III lidze. W wyniku kolejnego awansu ówczesny zespół OKS 1945 II Olsztyn od sezonu 2010/11 występował w IV lidze, w międzyczasie zmieniając nazwę na Stomil II Olsztyn. Po zakończeniu rozgrywek w 2017 drużynę zawieszono. Reaktywowano ją po dwóch latach, ponownie w IV lidze. W czerwcu 2021 ponownie podjęto decyzję o rozwiązaniu zespołu.
Kolejna reaktywacja miała miejsce w 2023. Decyzję podjęto rok wcześniej. Zespół został zgłoszony do rozgrywek IV ligi. Pierwszy oficjalny mecz po reaktywacji rezerwy rozegrały 28 lipca 2023 w ramach rozgrywek Wojewódzkiego Pucharu Polski. Stomil II pokonał Błękitnych Pasym 3:0 i awansował do dalszych rozgrywek, z których odpadł po porażce 0:2 z Tęczą Biskupiec w kolejnej rundzie. W tych samych rozgrywkach wystąpiła także trzecia drużyna Stomilu, złożona z juniorów klubu. Stomil III w meczu rundy wstępnej rozegranym 29 lipca 2023 wygrał z GKS-em Szczytno 3:1. W kolejnej rundzie drużyna miała wolny los, a w nastęnej przegrała 1:4 z Pisą Barczewo. W sezonie 2023/2024 rezerwy utrzymały się w lidze zajmując ostatnie bezpieczne miejsce w tabeli. Rozgrywki jako trener rozpoczął Paweł Radziwon, a zakończył Piotr Gurzęda, który pozostał trenerem na kolejny sezon. Po 7 kolejkach Gurzęda zastąpił Piotra Zajączkowskiego na stanowisku szkoleniowca pierwszego zespołu, a zespół rezerw trenować zaczął Sebastian Całka.
Drużynę rezerw trenowali m.in. Michał Alancewicz, Dariusz Maleszewski, Adam Łopatko, Tomasz Aziewicz, Michał Kraszewski, Piotr Krztoń i Paweł Głowacki.